# Ivan Glasenberg

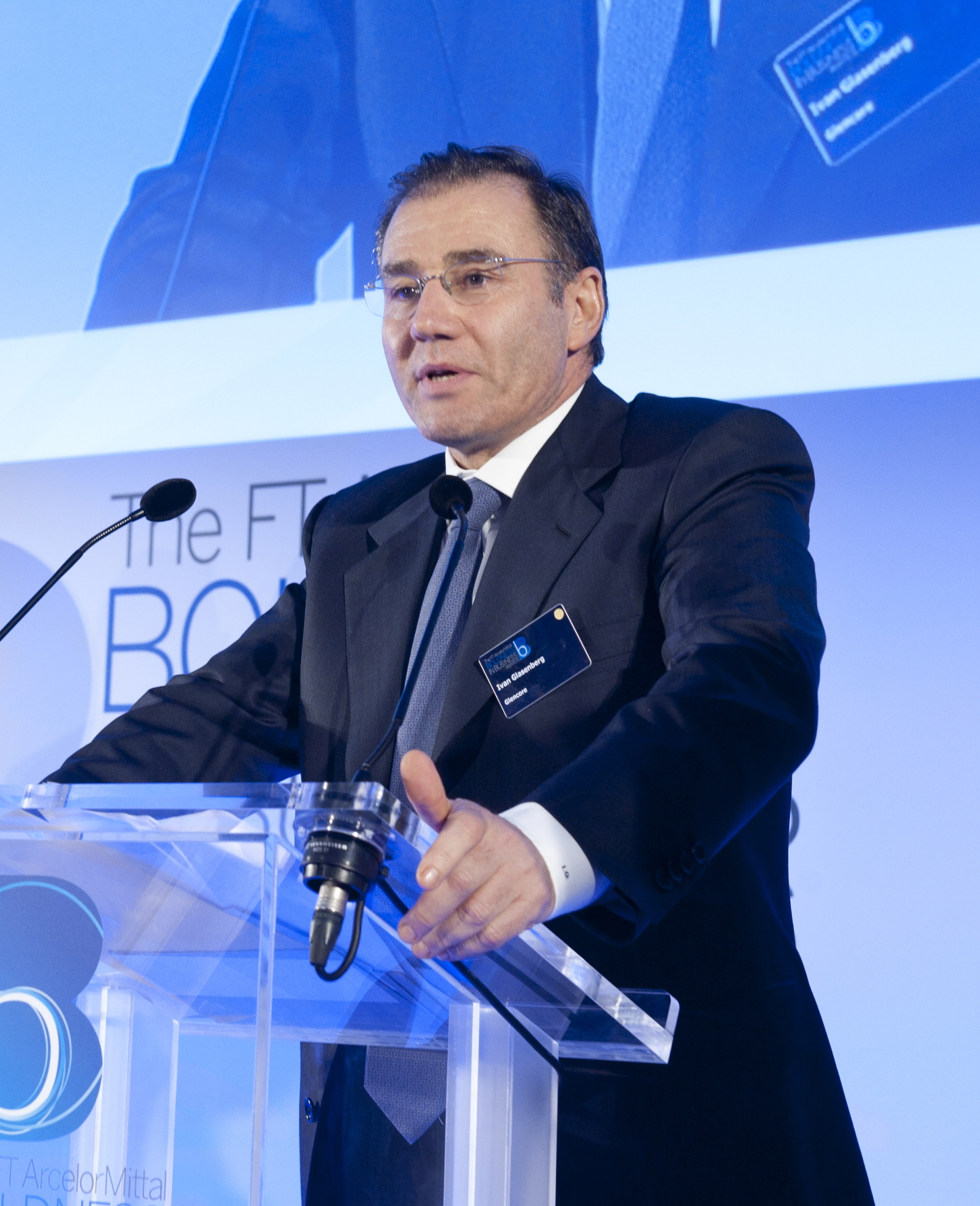
Ivan Glasenberg (2013)

Ivan Glasenberg (* 7. Januar 1957 in Johannesburg) ist ein südafrikanisch-australisch-schweizerischer Unternehmer und Manager. Von 2002 bis 2021 war er  Chief Executive Officer (CEO) des Rohstoffhändlers Glencore. 2014 war er mit einem Vermögen von umgerechnet fünf Milliarden Euro der reichste Südafrikaner. Er ist Mitglied des Verwaltungsrats des Bergbauunternehmens Minara Resources Ltd.

## Leben
Glasenberg erwarb einen Bachelor of Commerce und einen Bachelor of Accountancy an der University of the Witwatersrand in Südafrika. Glasenberg arbeitete fünf Jahre lang bei Nexia Levitt Kirson, einer Wirtschaftsprüfungsgesellschaft, und ist Chartered Accountant, Südafrika [CA (SA)]. Glasenberg studierte Finanzwissenschaften an der Witwatersrand-Universität und an der University of Southern California. Von 1984 bis Juni 2021 arbeitete er für Glencore, ab Januar 2002 als Chief Executive Officer (CEO). Er arbeitete für das Unternehmen unter anderem in Australien und Hongkong. Im Jahr 2005 bezeichnete BusinessWeek Glasenberg als Schlüsselfigur im geheimen Rohstoffhandel von Marc Richs Firma Mark Rich & Co. AG. Rich war ein milliardenschwerer Rohstoffhändler, der wegen Steuerhinterziehung und illegaler Geschäfte mit dem Iran angeklagt war, später aber von US-Präsident Bill Clinton begnadigt wurde. Glencore ist das Nachfolgeunternehmen der Marc Rich & Co AG.
Im September 2011 begann Glasenberg, mit Hilfe seiner eigenen Dividenden einen größeren Anteil an Glencore zu erwerben, indem er für bis zu 54 Millionen US-Dollar zusätzliche Glencore-Aktien kaufte. Im April 2012 wurde berichtet, dass Glasenberg mehr als 15 Prozent der Glencore-Aktien besaß.
Seit den frühen 2000er Jahren unterstützte Glencore den Oligarchen Michail Gutseriyev beim Aufbau von Russneft zu einem der größten Ölunternehmen Russlands, indem es die Expansion des Unternehmens gegen Ölexportrechte finanzierte. 2012/2013 gelang dem größten Anteilseigner von Glencore die Fusion mit Xstrata zu Glencore Xstrata. Durch die Fusion wurde ein Unternehmen mit einem Wert von 88 Mrd. US-Dollar geschaffen. Ursprünglich sollte Xstrata-CEO Mick Davis CEO werden, während Glasenberg im Rahmen einer Fusion unter Gleichen den Vorsitz übernehmen sollte, doch aufgrund der ablehnenden Haltung des Xstrata-Großaktionärs Katar wurde das Unternehmen zu einem Übernahmeziel,  und durch den Tausch von 3,05 Glencore- gegen 1 Xstrata-Aktie entstand das neue Unternehmen Glencore Xstrata mit Glasenberg als CEO. Davis verließ das Unternehmen im Juli 2013. Der Konzern wurde damit zum viertgrößten Rohstoffhändler der Welt. Für seinen persönlichen Einsatz beim Einstieg von Glencore bei Rosneft erhielt Glasenberg im Jahr 2017 vom russischen Präsidenten Vladimir Putin persönlich einen Orden überreicht. Im Dezember 2020 gab Glasenberg bekannt, dass er im Jahr 2021 in den Ruhestand treten werde. Sein Nachfolger als CEO wurde Gary Nagle.

## Kritik
Nach dem Börsengang von Glencore an der London Stock Exchange zahlte Glasenberg 360 Millionen Schweizer Franken (240 Mio. GBP) an Steuern an Rüschlikon. Das Geld ermöglichte es den Einwohnern, ihren Steuersatz um 7 % zu senken, was nach einer öffentlichen Abstimmung mit großer Mehrheit angenommen wurde, und zog die Kritik einiger Dorfbewohner an den angeblich umstrittenen Geschäftspraktiken von Glencore auf sich.

## Privat
Glasenberg ist verheiratet und hat eine Tochter (* 1989) und einen Sohn (* 1994). Er ist gebürtiger Südafrikaner. Sein Vater, Samuel, war ein litauisch-jüdischer Gepäckhersteller und Importeur, der später auswanderte.
In den späten 1980er Jahren, als er für zwei Jahre in Australien lebte, nahm er die australische, 2011 die schweizerische Staatsbürgerschaft an.
Seit 1994 wohnt er in Rüschlikon im Kanton Zürich, wo er auch heimatberechtigt ist.
Glasenberg war Laufmeister in Südafrika und Israel und läuft und schwimmt täglich, um seine Fitness aufrechtzuerhalten.

## Vermögen
Sein Vermögen wurde 2021 vom Schweizer Wirtschaftsmagazin Bilanz auf 5,5 Milliarden Schweizer Franken geschätzt, 2020 auf 2,75 Milliarden. Auf der Forbes-Liste 2022 wurde sein Vermögen mit ca. 9,1 Milliarden US-Dollar angegeben. Damit belegte er Platz 3 in der Schweiz und Platz 223 auf der Forbes-Liste der reichsten Menschen der Welt.